# Премія «Оскар» за особливі досягнення
Премія «Оскар» за особливі досягнення (англ. Special Achievement Award) — спеціальна нагорода Американської кіноакадемії. Вручається з 1973 року, за досягнення, для яких не існує окремих категорій, або для яких не було постійної щорічної категорії, як, наприклад, нагороди за «найкращі візуальні ефекти» та «найкращий монтаж звукових ефектів» в окремі роки замінялися «Премією за особливі досягнення».
Востаннє нагороду вручали 1996 року Джону Лассетеру за створення першого повнометражного комп'ютерного мультфільму «Історія іграшок».

## Список лауреатів
| Церемонія | Лауреати                                                                                              | Лауреати                                                   |
| --------- | --- | ---------------------------------------------------------- |
| 45-а/1973 | •Л. Б. Ебботт, А. Д. Флауерс (за візуальні ефекти)                                                    | «Пригоди "Посейдона"»                                      |
| 47-а/1975 | •Френк Брендель, Глен Робінсон, Альберт Уїтлок (за візуальні ефекти)                                  | «Землетрус»                                                |
| 48-а/1976 | •Пітер Беркос (за звукові ефекти)                                                                     | «Гінденбург»                                               |
| 48-а/1976 | •Альберт Вітлок, Глен Робінсон (за візуальні ефекти)                                                  | «Гінденбург»                                               |
| 49-а/1977 | •Карло Рамбальді, Глен Робінсон, Франк Ван дер Веер (за візуальні ефекти)                             | «Кінг-Конг»                                                |
| 49-а/1977 | •Л. Б. Ебботт, Глен Робінсон, Меттью Юрісіч (за візуальні ефекти)                                     | «Втеча Логана»                                             |
| 50-а/1978 | •Бен Бертт (за створення голосів та звуків інопланетян, чудовиськ та роботів)                         | «Зоряні війни. Епізод IV. Нова надія»                      |
| 50-а/1978 | •Френк Е. Ворнер (за монтаж звукових ефектів)                                                         | «Близькі контакти третього ступеня»                        |
| 51-а/1979 | •Ліс Боуї, Колін Чілверс, Денис Н. Куп, Рой Філд, Дерек Меддінгс, Зоран Перішич (за візуальні ефекти) | «Супермен»                                                 |
| 52-а/1980 | •Алан пліток (за звуковий монтаж)                                                                     | «Чорний скакун»                                            |
| 53-а/1981 | •Браян Джонсон, Річард Едланд, Денніс Мюрен, Брюс Ніколсон (за візуальні ефекти)                      | «Зоряні війни. Епізод V. Імперія завдає удару у відповідь» |
| 54-а/1982 | •Бен Бертт, Річард Л. Андерсон (за монтаж звукових ефектів)                                           | «Індіана Джонс: У пошуках втраченого ковчега»              |
| 56-а/1984 | •Річард Едланд, Денніс Мюрен, Кен Ралстон, Філ Тіппетт (за візуальні ефекти)                          | «Зоряні війни. Епізод VI. Повернення джедая»               |
| 57-а/1985 | •Кей Роуз (за монтаж звукових ефектів)                                                                | «Річка»                                                    |
| 60-а/1988 | •Стівен Гантер Флік, Джон Поспішіл (за монтаж звукових ефектів)                                       | «Робот-поліцейський»                                       |
| 61-а/1989 | •Річард Вільямс (за режисуру анімації та створення анімаційних персонажів)                            | «Хто підставив кролика Роджера»                            |
| 63-а/1991 | •Ерік Бревіг, Роб Боттіні, Тім МакГоверн, Алекс Функе (за візуальні ефекти)                           | «Згадати все»                                              |
| 68-а/1996 | •Джон Лассетер (за створення першого повнометражного комп'ютерного анімаційного фільму)               | «Історія іграшок»                                          |
| 90-а/2017 | •Алехандро Гонсалес Іньярріту (за віртуальна реальність)                                              | «Flesh and Sand»                                           |